# Hermandad del Soberano Poder (Jerez)
La Hermandad y Cofradía de Nazarenos de Nuestro Padre Jesús en su Soberano Poder ante Caifás, María Santísima de las Mercedes y San Juan Evangelista es la cofradía más joven de las que procesionan en el Miércoles Santo de la Semana Santa de Jerez de la Frontera.

## Historia

Escudo de la orden mercedaria, usado en el antifaz de la túnica de dicha corporación.

En febrero de 1999 se aprueban los estatutos como Asociación Parroquial de Ntro. Padre Jesús en su Soberano Poder, por el Sr. Obispo D. Rafael Bellido Caro.
El día 9 de junio de 1999 el Sr. Obispo D. Rafael Bellido Caro, bendice la Imagen Titular de Ntro. Padre Jesús en su Soberano Poder.
El 24 de agosto de 1999 se constituye la nueva Parroquia Virgen de los Dolores, se traslada esta Asociación a su nueva sede, en la cual formaría unas de las bases de sus comienzos. Teniendo sede esta Parroquia en primer lugar en un local comercial del Parque Atlántico, mientras se terminaba de construir la Parroquia actual de Virgen de los Dolores.
A finales de octubre de 1999 se depositaron en los cimientos de la Parroquia Virgen de los Dolores (bajo la pila bautismal) lo que fue la imagen primitiva de la Hermandad Juvenil del Soberano Poder.
Desde la Cuaresma del año 2000 y hasta el 2004 Procesiona la imagen de Ntro. Padre Jesús en su Soberano Poder en el Vía crucis Parroquial de Virgen de los Dolores.
El 27 de noviembre de 2004 la Asociación cambia de sede y se traslada oficialmente a la Parroquia Santa María Madre de la Iglesia. Por mutuo acuerdo entre el Sr. Obispo D. Juan Del Río Martín, la Junta Gestora presidida por D. Joaquín Perea Montilla y los hermanos de la Asociación.
El 8 de diciembre de 2004 día de la Inmaculada Concepción, el Sr. Obispo D. Juan Del Río Martín constituye como Hermandad y Cofradías de Nazarenos a esta institución, en la Santa Iglesia Catedral, durante la ceremonia, del comienzo del año jubilar de la diócesis de Asidonia-Jerez.
El 19 de marzo de 2005, sábado de Pasión y festividad de San José, la Hermandad realiza su primera estación de Penitencia hasta la Parroquia de la Asunción, los nazarenos visten la que actualmente es su túnica oficial.
En el año 2007 fue por primera vez a Carrera oficial.
Actualmente sigue procesionando por las calle de Jerez de la Frontera por su Carrera Oficial.

## Túnica
El hábito del nazareno consiste en capa y túnica de color hueso con botonadura en terciopelo granate, antifaz de terciopelo en gránate, Cordón-Medalla de hermano al cuello, debajo del antifaz, capirote de 70 centímetros, fajín de terciopelo en gránate y debajo de este cíngulo entrelazado gránate y dorado como el cordón de la medalla, calcetín crudo y zapato de vestir negro. Si el hermano va cumpliendo promesa, podrá ir descalzo o con calcetín sin calzado.
Sobre la capa en el lado izquierdo, llevara el escudo de la Hdad. Y sobre el antifaz a la altura del pecho llevará el escudo Mercedario.

## Escudo
Fondo de Águila, representado, según los Tetramorfos, al Evangelista San Juan, Símbolo de Juventud, la cual compone la Hermandad en su mayoría.
En la parte superior corona de espinas trenzada, símbolo del martirio al cual Ntro. Padre Jesús iba a ser entregado.
Sobre el Águila dos óvalos inclinados entre sí. En el de la izquierda lleva unas manos entre nubes, símbolo del Poder Soberano de Ntro. Señor, con la variante de las manos atadas, en representación del titular.
En el de la derecha aparece un Corazón atravesado por siete dagas, simbolizando los misterios Dolorosos de María Santísima.
Parte inferior centro: Pergamino con la leyenda " VOS DICITIS QUIA, EGO SUM" tomada del evangelio según San Lucas Cap. 22 Vers. 70. Traducción: Vosotros lo decís, Yo Soy.

## Paso
El paso de misterio de esta Cofradía representa el momento en el que prendido el Señor, es llevado antes los miembros del Sanedrín, donde el Sumo Sacerdote Caifás le pregunta si es Él, el hijo de Dios, y en su Poder Soberano contesta “Vos dicitis quia, Ego Sum” Vosotros lo decís, Yo Soy.
Los miembros representados del Sanedrín son Nicodemo que intento disuadir su condena y el suegro de Caifás Anás, este último conversa con un guardia del Templo “Malco, por tal escándalo y pide que sea reo de muerte por blasfemia, mientras Caifas se raja sus vestiduras por tal contestación, el otro guardia del templo “Jicaro” es el que tira de las manos atada del Señor.
Todo el grupo escultórico incluido la Imagen titular es obra del escultor Sevillano Manuel Ramos Coronas.
El paso de misterio es obra del tallista sevillano, Antonio Ibáñez.
Exorno floral: Claveles color sangre de toro.
Capataz: Raúl Rodríguez García . N.º de costaleros: 45

## Sede

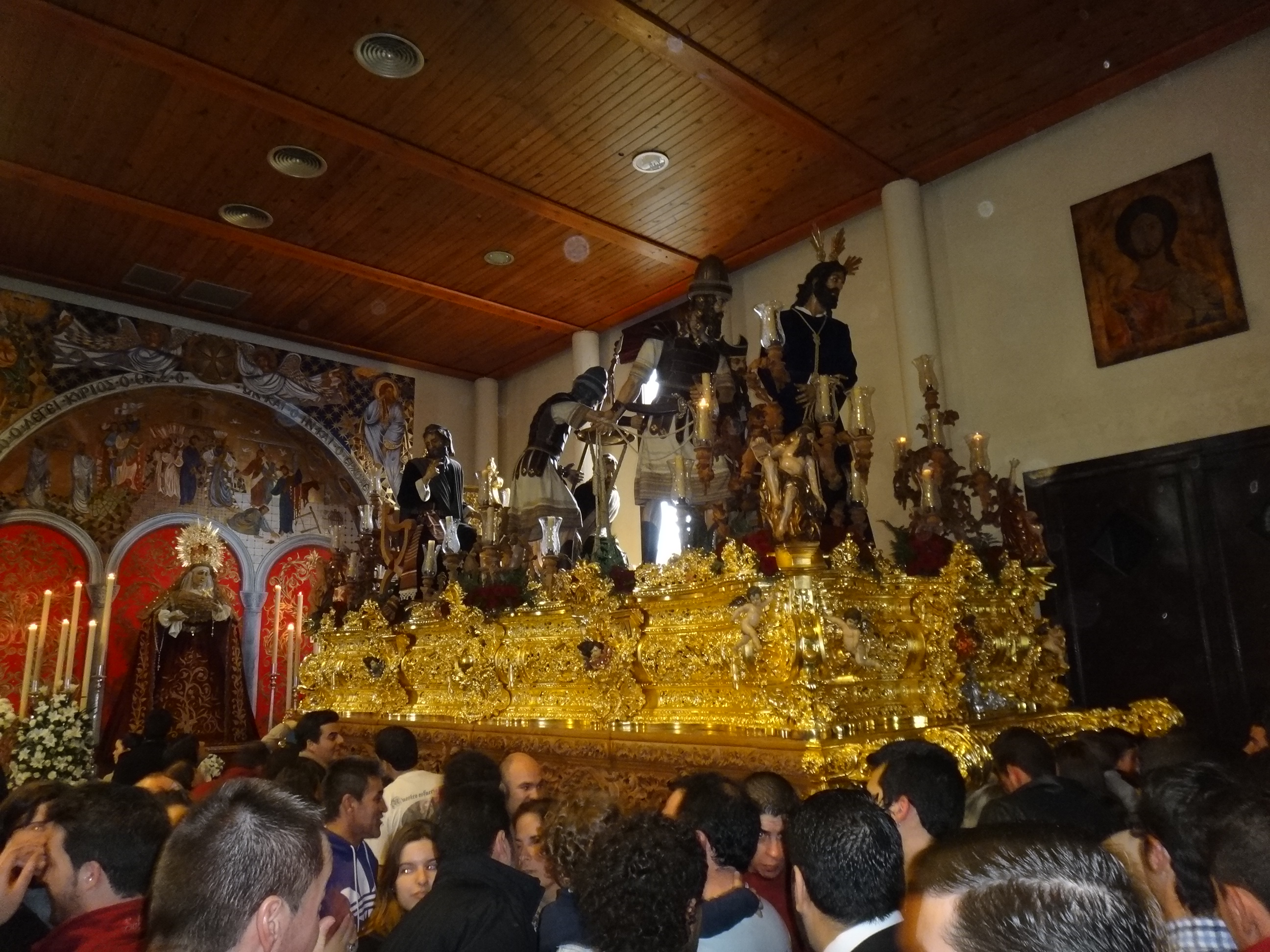
Paso en su sede

Tiene como sede la Parroquia de Santa María Madre de la Iglesia, en el barrio de La Granja, en el extremo oriental del Distrito Noreste por lo cual es la hermandad con mayor recorrido de la Semana Santa de Jerez, con casi 11 km.

## Paso por Carrera Oficial
| Predecesor: Judíos de San Mateo (Martes Santo) | Orden de entrada en Carrera Oficial (Miércoles Santo) 1.º lugar | Sucesor: El Consuelo |